# ساختمان برتلزمان
ساختمان برتلزمان (به انگلیسی: Bertelsmann Building) (با نام ۱۵۴۰ برادوی (به انگلیسی: 1540 Broadway) نیز شناخته می‌شود) یک آسمان‌خراش ۴۴ طبقه‌ای اداری با ۲۲۳ متر (۷۳۳ پا) ارتفاع است که در میدان تایمز در منهتن جنوبی در نیویورک قرار دارد. ساخت این ساختمان در سال ۱۹۸۹ آغاز و در ۱۹۹۰ پایان یافت.
از مستاجران فعلی این ساختمان می‌توان به ویاکوم، یاهو! و چاینا سنترال تلویژن اشاره کرد.